# VN1R2
VN1R2 (англ. Vomeronasal 1 receptor 2) – білок, який кодується однойменним геном, розташованим у людей на короткому плечі 19-ї хромосоми. Довжина поліпептидного ланцюга білка становить 395 амінокислот, а молекулярна маса — 44 476.
| 10         |  | 20         |  | 30         |  | 40         |  | 50         |
| ---------- |  | ---------- |  | ---------- |  | ---------- |  | ---------- |
| MTHTLYPTPF |  | ALYPINISAA |  | WHLGPLPVSC |  | FVSNKYQCSL |  | AFGATTGLRV |
| LVVVVPQTQL |  | SFLSSLCLVS |  | LFLHSLVSAH |  | GEKPTKPVGL |  | DPTLFQVVVG |
| ILGNFSLLYY |  | YMFLYFRGYK |  | PRSTDLILRH |  | LTVADSLVIL |  | SKRIPETMAT |
| FGLKHFDNYF |  | GCKFLLYAHR |  | VGRGVSIGST |  | CLLSVFQVIT |  | INPRNSRWAE |
| MKVKAPTYIG |  | LSNILCWAFH |  | MLVNAIFPIY |  | TTGKWSNNNI |  | TKKGDLGYCS |
| APLSDEVTKS |  | VYAALTSFHD |  | VLCLGLMLWA |  | SSSIVLVLYR |  | HKQQVQHICR |
| NNLYPNSSPG |  | NRAIQSILAL |  | VSTFALCYAL |  | SFITYVYLAL |  | FDNSSWWLVN |
| TAALIIACFP |  | TISPFVLMCR |  | DPSRSRLCSI |  | CCRRNRRFFH |  | DFRKM      |

A: Аланін

C: Цистеїн

D: Аспарагінова кислота

E: Глутамінова кислота

F: Фенілаланін

G: Гліцин

H: Гістидин

I: Ізолейцин

K: Лізин

L: Лейцин

M: Метіонін

N: Аспарагін

P: Пролін

Q: Глутамін

R: Аргінін

S: Серин

T: Треонін

V: Валін

W: Триптофан

Кодований геном білок за функціями належить до рецепторів, g-білокспряжених рецепторів, білків внутрішньоклітинного сигналінгу. 
Локалізований у клітинній мембрані, мембрані.